# プリズミック
株式会社プリズミック（英文名称 PRISMIC Corporation）は、東京都港区に本社を置く不動産会社。

## 概要
東京都、神奈川県、千葉県及び埼玉県を営業地域として事業展開している。
主たる業務は、建物所有者から居住用不動産を一括して借り上げ、定額賃料を保証して支払うサブリース業務である。

## 沿革
- 2002年（平成14年）4月 - 東京都港区北青山で株式会社プリズミックを設立
- 2005年（平成17年）
  - 6月 - 本社を東京都港区南青山に移転
  - 10月 - 本社の一部に、建築家の作品・実績を展示できる「プリズミックギャラリー」を開設